# Nayandaro
Nayandaro är ett vattendrag i Burundi.   Det ligger i provinsen Kayanza, i den nordvästra delen av landet, 70 km norr om huvudstaden Bujumbura.
Omgivningarna runt Nayandaro är en mosaik av jordbruksmark och naturlig växtlighet. Runt Nayandaro är det tätbefolkat, med 476 invånare per kvadratkilometer.